# 거조사
거조사는 팔공산에 위치한 사찰로 경상북도 영천시에 자리잡고 있다. 대한불교 조계종 제10교구 본사인 은해사의 말사이다. 거조사(居祖寺)는 아미타불(조, 祖)이 계시는(거, 居) 절(사, 寺)이라는 뜻이다. 현재는 석가모니불이 주불이다.
예전에는 거조암으로 불렸으나, 2021년 3월 23일 문화재청이 거조사로 명칭을 바꿨다.
영산전과 내부에 있는 오백나한상이 유명하다.

## 창건 및 연혁

### 남북국 시대
- 738년(신라 효성왕 2년) : 원참대사가 창건하였다.[3]

### 고려 시대
- 1375년(우왕 13년) : 혜림법사와 법화화상이 영산전을 건립하고, 오백나한을 모셨다.[4]

### 조선 시대
- 1785년(정조 9년) : 영산전에 후불탱화인 영산회상도를 조성하였다.[5]
- 1805년(순조 5년) : 영파성규(影波聖奎, 1728∼1812) 스님이 영산전 오백나한상에 각각에 모두 이름을 붙였다.[6]

## 주요 볼거리

### 영산전
국보 제14호이다. 석가모니불과 석조나한상 526위가 모셔져 있다. 오백나한은 각각 표정과 자세가 모두 다른 걸로 유명하다.
- 1805년(순조 5년) : 영파성규(影波聖奎, 1728∼1812) 스님이 영산전 오백나한상에 각각에 모두 이름을 붙였다.[8] 현재 남은 고려시대 건축물은 거조사 영산전, 부석사 무량수전과 조사당, 봉정사 극락전, 예산 수덕사 대웅전 뿐이다.[9]

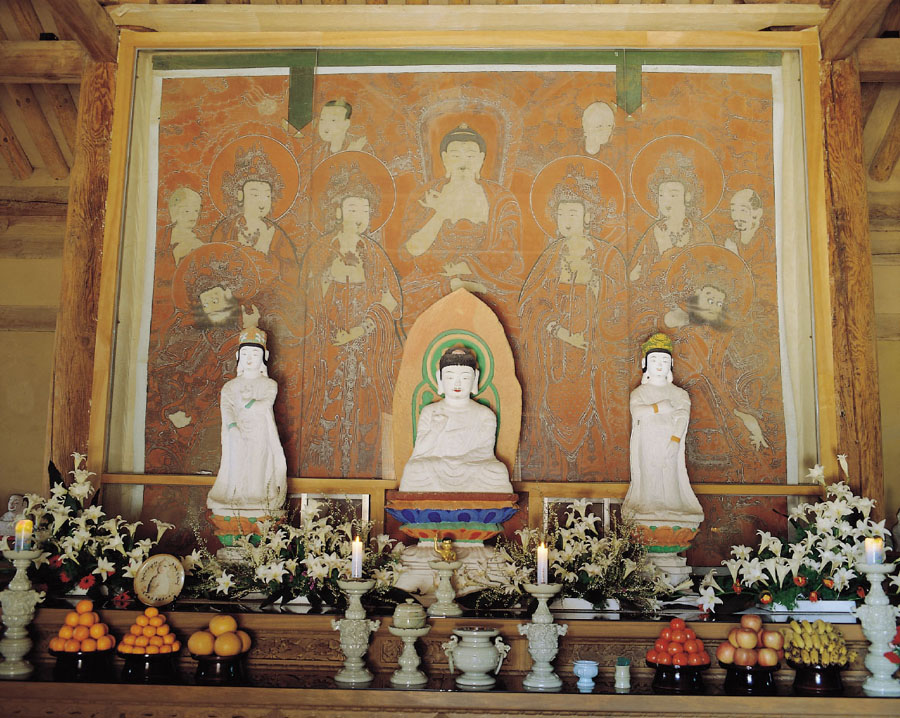
영산전 삼존불
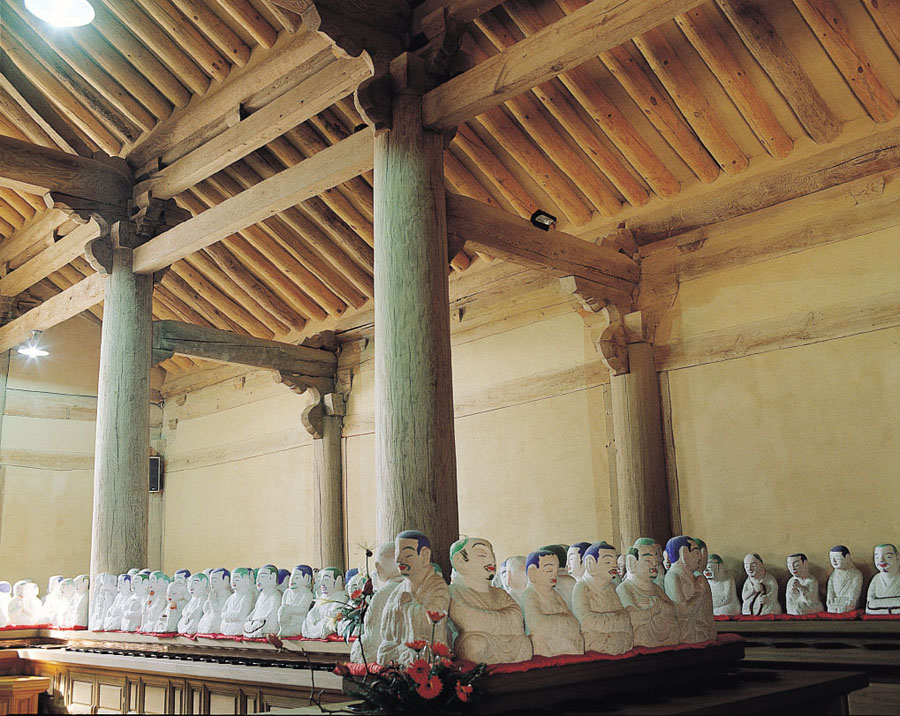
영산전 오백나한상
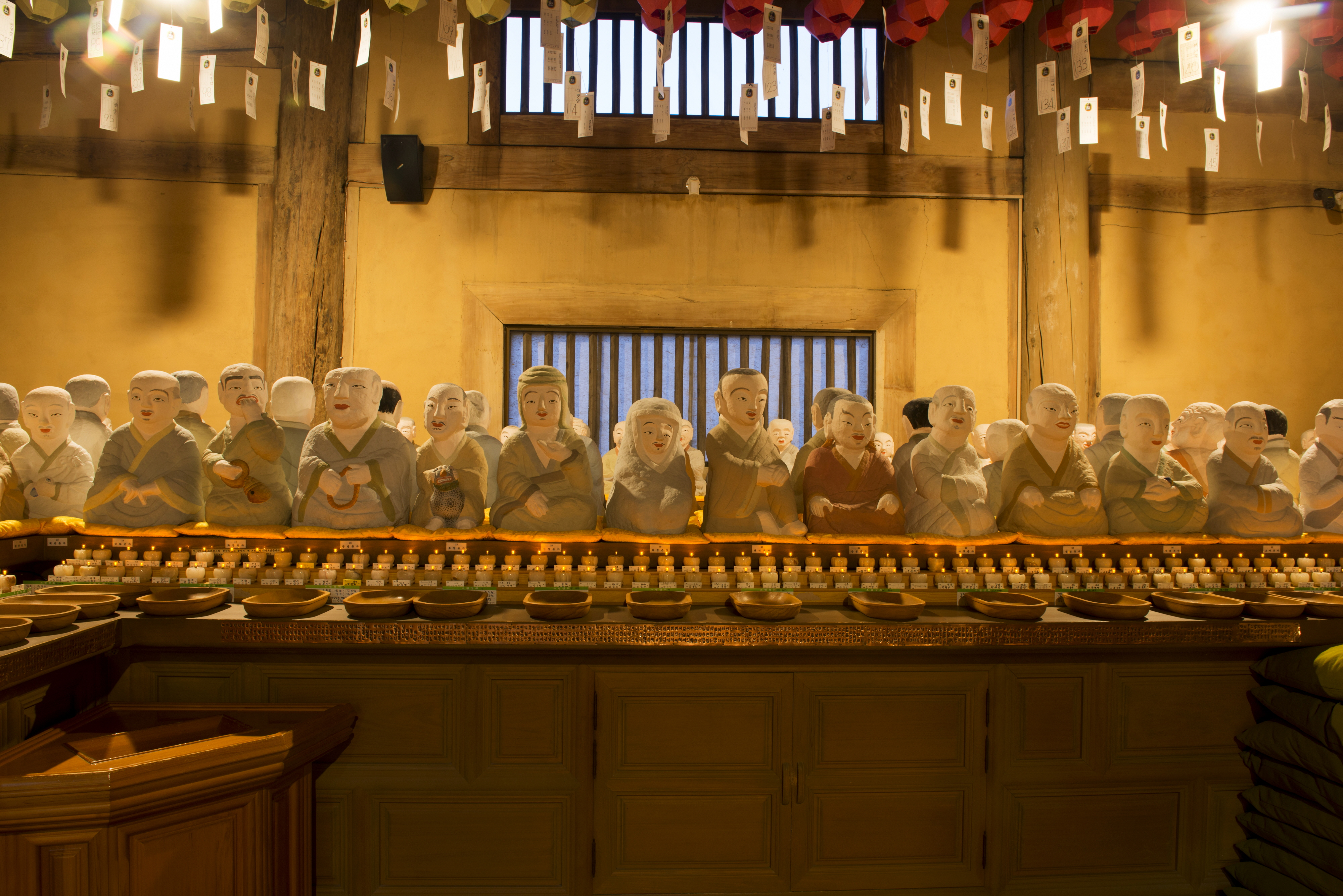
영산전 오백나한상
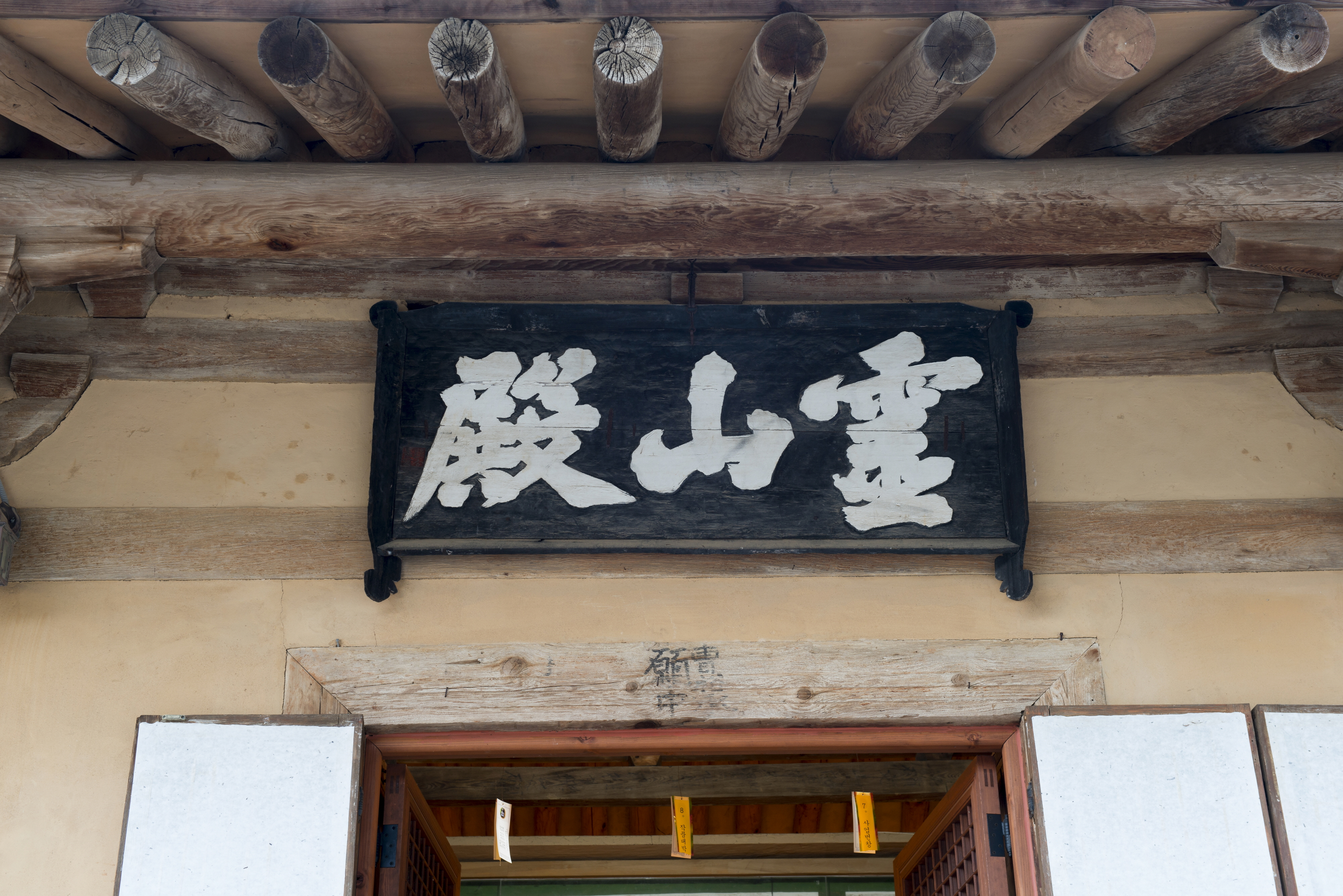
영산전 현판

### 삼층석탑
거조암 영산전 앞에 있고, 통일신라시대 작품으로 추정된다. 화강암으로 만들어졌고, 전체 높이는 360cm이다.